# Go A
Go_A (jméno vykládáno jako „zpět ke kořenům“ z anglického go (jít) a A (alfa)) je ukrajinská skupina hrající folk rock a folktronicu, tedy elektronickou hudbu ovlivněnou folkem. Založena byla v roce 2012. Ukrajinu nadvakrát reprezentovala na Eurovizi v letech 2020 a 2021 s písněmi „Solovej“ a „Šum“. Texty jejich písní jsou v ukrajinštině.

## Historie
Skupinu založil v roce 2012 multiinstrumentalista Taras Ševčenko, který s nápadem tvořit elektronickou hudbu spojenou s lidovými písněmi přišel v roce 2011. Skupina působí v Kyjevě, její členové ale pochází z různých koutů země. Jako první skladba vznikla v prosinci 2012 „Koljada“. Dalšími členy jsou Kateryna Pavlenková (zpěv), Ihor Didenčuk (flétna – sopilka) a Ivan Hryhorjak (kytara). S výjimkou Didenčuka, který je zároveň členem rapové skupiny Kalush Orchestra, mají všichni předchozí zkušenosti z rockových kapel. Jejich debutové a k roku 2022 jediné album Idy na zvuk s deseti skladbami vyšlo v listopadu 2016. V roce 2020 vyhráli se singlem „Solovej“, česky slavík, národní finále Eurovize. Mezinárodní soutěz, která měla proběhnout v květnu 2020, se kvůli pandemii covidu-19 neuskutečnila. Pro následující ročník platila jejich předchozí nominace, soutěžili ovšem s novou písní nazvanou „Šum“, která vychází z jarní lidové písně a tance (vesňanky) „Zelenyj Šum“. Z prvního semifinále postoupili z druhého místa a ve finále s 364 body skončili pátí.

## Diskografie

### Studiová alba
- 2016 – Іди на звук (Idy na zvuk)

### Singly
- 2012 – „Коляда“ („Koljada“)
- 2013 – „Пробудження“ feat. Jaroslav Džus („Probudžennja“)
- 2013 – „Ой у полі“ („Oj u poli“)
- 2014 – „Танула“ („Tanula“)
- 2014 – „Сонце“ („Sonce“)
- 2014 – „Купала“ („Kupala“)
- 2015 – „Перебендя“ feat. Slava Poljancev („Perebendja“)
- 2015 – „Небо в долонях“ („Nebo v dolonjach“)
- 2015 – „Жальменіна“ („Žal'menina“)
- 2015 – „Іди на звук“ („Idy na zvuk“)
- 2017 – „Щедрий вечір“ feat. Katja Chilly („Ščedryj večir“)
- 2019 – „Рано-раненько“ („Rano-ranen'ko“)
- 2020 – „Соловей“ („Solovej“)
- 2020 – „Добрим людям на здоров'я“ („Dobrym ljudjam na zdorov'ja“)
- 2021 – „Шум“ („Šum“)
- 2022 – „Калина“ („Kalyna“)
- 2023 – „Русалочки“ („Rusaločky“)
- 2023 – „Ворожила“ („Vorožyla“)
- 2023 – „Думала“ („Dumala“)
- 2024 – „Кріп“ („Krip“)